# Билль об отводе

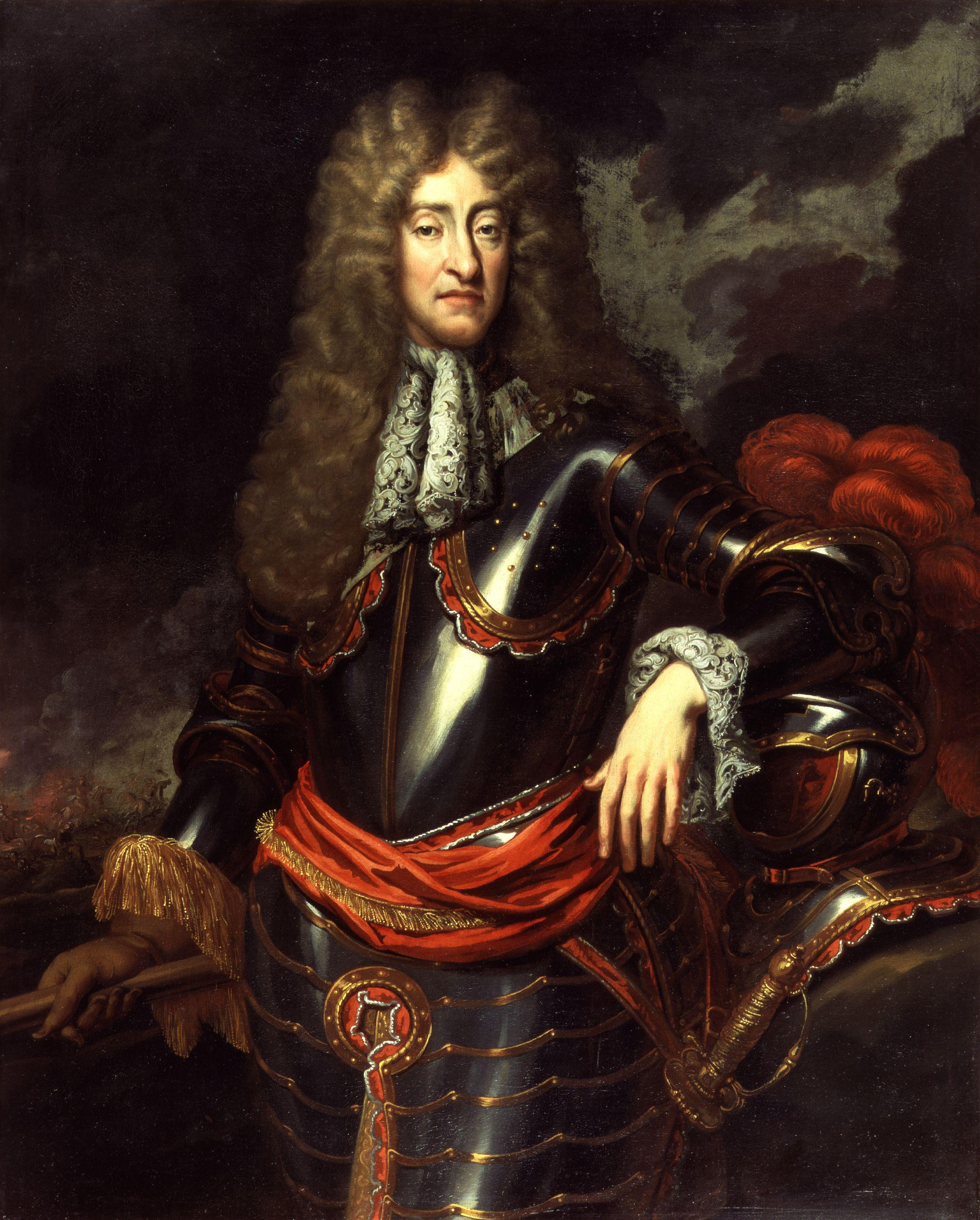
Яков II, король Англии и Шотландии в 1685—1688 годах.

Билль об отводе (англ. Exclusion Bill) — закон, попытка введения которого в силу привела к политическому кризису в Англии в период с 1678 по 1681 годы во время правления короля Карла II. Целью Билля об отводе было недопущение признания наследником Карла в качестве короля Англии, Шотландии и Ирландии его брата Джеймса, герцога Йоркского (в будущем — короля Якова II), поскольку он был католиком по вероисповеданию. Тори были против этого билля, тогда как «народная партия», впоследствии известная как виги, поддерживала его.
В 1673 году, когда Джеймс отказался принести присягу, как того требовал Акт о присяге, обществу стало известно, что герцог Йоркский является католиком. Его секретарь Эдвард Колман был назван Титусом Оутсом, сфабриковавшим «Папистский заговор», как один из заговорщиков, стремящихся подорвать устои государства. Члены общества, бывшие по вероисповеданию англиканами, видели, что во Франции власть короля-католика абсолютна, и категорически не хотели, чтобы монархия развивалась по такому же пути и в Англии, что, как они полагали, было возможно, если Джеймс станет наследником Карла, у которого не было законнорождённых детей.
Случаем, который придал силу этому движению, стал импичмент Томаса Осборна, графа Данби, ставшего козлом отпущения в скандале, связанном с желанием Людовика XIV купить нейтралитет правительства Карла путём прямой взятки. Карл распустил самый долгий в английской истории «парламент кавалеров», проработавший 18 лет, однако новый парламент, созванный 6 марта 1679 года, был ещё больше враждебен королю и его министру, чем распущенный, и в итоге граф Данби был посажен в лондонский Тауэр.
15 мая 1679 года сторонники Энтони Эшли Купера, 1-го графа Шефтсбери, представили Билль об отводе в Палату общин с целью исключить для герцога Йоркского возможность престолонаследия. Эта группа стала поддерживать претензии на трон Джеймса Скотта, герцога Монмутского — незаконнорождённого сына Карла, но по вероисповеданию бывшего протестантом. Поскольку казалось вероятным, что билль пройдёт в Палате общин, король использовал свою королевскую прерогативу и распустил парламент. Последующие парламенты по-прежнему рассматривали этот билль и также были распущены. «Петиционеры» — те, которые поддерживали ряд обращений к Карлу с требованиями созвать парламент для принятия билля, — стали известные как виги, в то время как партия, которая поддержала короля и сочла этот билль неприемлемым, стала известна как тори.
Партия Шефтсбери — будущие виги — организовала в стране массовое движение в поддержку билля, сохранявшее страхи времён Папистского заговора. Каждый ноябрь по случаю годовщины восшествия на престол королевы Елизаветы I они организовывали огромные шествия в Лондоне, во время которых сжигалось чучело Папы. Сторонники короля (тори) также смогли организовать свою пропаганду, напоминая населению о тираническом режиме Оливера Кромвеля. Несмотря на две неудачных попытки вновь собрать парламент и принять билль, король назвал их преступниками и подрывателями устоев. В 1681 году билль был окончательно «похоронен» при обсуждении в Палате лордов, после чего связанное с ним общественное движение постепенно утихло.